# Hoamatsound
Hoamatsound ist eine Radiosendung des ORF-Regionalsenders Radio Oberösterreich, die sich seit Oktober 2015 mit Musik aus und in Oberösterreich beschäftigt, einzelne Künstler und Bands vorstellt und heimischer Musik eine eigene Plattform bietet.

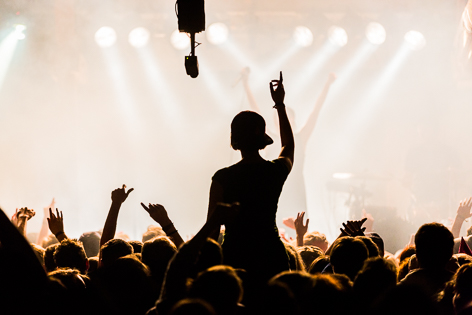

## Geschichte
Ursprünglich sollte sich der Sendungstitel direkt vom Oberösterreichischen Hoamatgsang ableiten und "Hoamatlärm" heißen, um den Bruch zwischen Formatradio und freier, einstündiger Spielfläche für Musik jenseits von Volksmusik und Schlager zu verdeutlichen. Aus Respekt vor der musikalischen Qualität wurde der Titel in Hoamatsound geändert.

## Konzept
Die musikalischen Gäste werden innerhalb der ersten vierzig Minuten der Sendung in Interviewform vorgestellt. Dabei bilden vor allem die Songs aus dem Repertoire der Künstler einen wesentlichen Anteil am Musikprogramm. Bis auf eine Signation, die auf die Sendeschiene Konzertpodium verweist, verzichtet die Sendung auf sonst übliche musikalische Verpackungselemente, um die gespielten Songs noch mehr zur Geltung kommen zu lassen. Im letzten Drittel gibt es Konzerttipps, aktuelle Veröffentlichungen oder einen Einblick in die Musikszene Oberösterreichs zu hören. Hoamatsound läuft jeden letzten Sonntag im Monat zwischen 19 und 20 Uhr und wird von Loucaz Steinherr gestaltet und moderiert.
Dabei sollen neben den bereits etablierten Musikerinnen und Musikern aus dem Bundesland vor allem auch Newcomer und unbekannte Künstler ihre Musik vorstellen. Begleitet wird die Sendung auch durch unregelmäßige Artikel im Internet, die sich mit aktuellen Konzerten in Oberösterreich oder Neuerscheinungen auseinandersetzen.

## Bisherige Hoamatsound-Künstler
| - Akela - Ant Antic - Attwenger - AVEC - Back to Felicity - Harald Baumgartner - Beda mit Palme - Bent Arrows - The Beth Edges - Bilderbuch - Billi Jean is ned mei Bua - Blonder Engel - Catastrophe & Cure | - Da Lenz - Dance like a Poet - Bernhard Eder - Folkshilfe - Gesangskapelle Hermann - Hans - Hoizkopf - Georg Höfler & Sigi Mittermayr - Hubert von Goisern - Jack the Busch - Jo Strauss - Kathi Kallauch - Karin Kienberger | - Julian Kleiss - Krautschädl - Law found guilt - Leyya - Listen to Leena - Lylit - madLberger (Austronom) - Magmoiselle - Manüla - Max Grubmüller - Meena Cryle - Melody Current - Nein,Franz! | - Nnella - Manuel Normal - Martin Oberleitner - Parov Stelar - Pianocrash - Portrayed - Poxrucker Sisters - Quetschwork Family - Redkin - Ina Regen - Seraphim - Sabine Stieger - Joe Traxler | - Wendja - Wilfried - Toby Whyle |